# Hengoed
Hengoed est un village du sud du pays de Galles.